# 巴里坤镇
巴里坤镇，是中华人民共和国新疆维吾尔自治区哈密市巴里坤哈萨克自治县下辖的一个乡镇级行政单位。

## 地理
巴里坤镇位于巴里坤盆地南部，南依巴里坤山，北连巴里坤草原，东与石人子乡毗邻，西与花园乡相接，面积16.48平方千米。镇政府在县城汉城西街。地形东南高西北低，由南向北倾斜，海拔1580~2100米。巴里坤镇屬大陆性冷凉干旱气候，夏季凉爽，冬季严寒。年平均气温2.7℃，1月平均气温零下16.9℃，极端最低气温零下43.4℃；7月平均气温18.9℃，极端最高气温35.0℃。年均生长期120天，年平无霜期116天。0℃以上持续期199.3天。年均日照时数3 030.5小时。年均降水量230.5毫米，降水集中在4~10月，7月最多。

## 歷史
清雍正七年（1729年），岳钟琪率军进驻巴尔库尔，雍正九年（1731年）修筑的绿营兵城是巴里坤镇的雏形。乾隆三十七年（1772年）在绿营兵城东500米处修筑满营兵城会宁城，设满营领队大臣衙署，巴里坤镇的基本框架形成。乾隆三十八年（1773年）巴里坤设镇西府，领宜禾、奇台二县。巴里坤更名为镇西，管辖嘉峪关以西天山以北镇迪道行政事务。清光绪十四年（1888年），满城驻扎的清兵调往奇台，几经战乱后满城废弃。民国33年（1944年），鎮西县城设太平镇。1950年设城关区，1956年撤区改为城镇；1961年，改为城镇人民公社，辖1个农业生产大队、1个牧场、3个居委会。1975年，农业大队和牧场划归花园乡，建置为巴里坤镇。

## 社會
2011年末，巴里坤镇辖区户籍总人口13187人。2017年，巴里坤镇常住人口15056人。2018年，巴里坤镇户籍人口13289人。镇区内主街道有汉城东街、汉城西街、汉城北街、汉城南街、新市南路、新市北路、军民团结路、天山路、湖滨路等。有2所客运站，每天有通往乌鲁木齐、哈密、伊吾、木垒、奇台的大中型客车往返。2010年，有幼儿园2所，小学1所，中学4所，有各级医疗卫生机构8家，人均公共绿地面积20.5平方米，镇区森林面积850公顷，森林覆盖率77.3%。2011年末，巴里坤镇有商业网点932个，社会商品销售总额达3.7亿元；城乡集贸市场4处，各类宾馆、旅社18家，网吧8家，歌舞厅6家。2018年，巴里坤镇有工业企业38个，营业面积超过50平方米以上的综合商店或超市8个。

## 行政区划
巴里坤镇下辖以下地区：
广东路社区、新市路社区、团结路社区和天山路社区。
1978年，巴里坤镇辖3个居民委员会。2003年辖广东路居委会、解放路居委会、新市路居委会、团结路居委会、光明路居委会、天山路居委会、广场巷居委会7个居委会。2007年光明路居委会、天山路居委会合并为天山路社区、广东路居委会改为广东路社区、新市路居委会、广场巷居委会合并为新市路社区、团结路居委会、解放路居委会合并为团结路社区4个社区。